# Georges Bess
Georges Bess   (França, 1947) és un autor de còmics, conegut sobretot per les seves col·laboracions amb Alejandro Jodorowsky.

## Biografia
Al principi de la seva carrera, Bess es va traslladar a Suècia el 1970, on va viure durant un període, il·lustrant per a publicacions com la revista Swedish Mad, de vegades amb pseudònims. Durant el període de 1976 a 1988, Bess va proporcionar amb èxit il·lustracions per a la publicació en sèrie The Phantom, distribuïda per editorials escandinaves de la popular revista.
En conèixer Alexandro Jodorowsky el 1986, Bess va iniciar la fase francobelga de la seva carrera comic, i tots dos van formar una col·laboració productiva. La seva col·laboració va començar amb Les jumeaux magiques (Els bessons màgics), amb temàtica de conte de fades, per a la revista de còmics francobelga Le Journal de Mickey, publicada com a àlbum per Hachette. Bess i Jodorowsky van publicar una gran quantitat d'obres per a l'editorial Les Humanoïdes Associés durant més d'una dècada. Inicialment van produir la sèrie tibetana Lama Blanc, sobre un tema que havia ocupat a Bess des de viatges anteriors. La seva següent col·laboració va ser un revival de la sèrie Aníbal Cinq, dibuixada anteriorment per Manuel Moro a la dècada de 1960, amb un agent secret androide. El seu projecte final va ser la sèrie violenta de fora de la llei Juan Solo.
Deixant la col·laboració creativa per l'oportunitat de dedicar-se a les seves pròpies històries, Bess va publicar Escondida el 1998, portant la seva obra en noves direccions. El 1999, Bess es va unir a Milo Manara i Claire Wendling per il·lustrar el segon tom de l'Afrodita eròtica de Pierre Louÿs, publicat en tres volums.
Amb la seva dona Layla Bess va crear dos àlbums titulats Leela et Krishna l'any 2000 per a l'editorial Carabas, que retraten l'antiga Índia. El 2005, va iniciar la sèrie Pema Ling a l'editorial Dupuis, revisitant temes del Tibet, més recentment el cinquè volum Katouk le Tulpa el 2009.
El 2023 es va anunciar que Magnetic Press havia contractat Georges per fer les il·lustracions d'una nova publicació de Dràcula i Frankenstein.
Actualment, la Bess viu a les Illes Balears.